# Шаљивчина (лист)
Шаљивчина : лист за шалу и растеривање бриге је српски хумористички лист. Лист је штампан у Београду. Излазио је у два наврата, од 1891. до 1892. године, и од 1899. до 1900. године.

## Историјат
У првој фази лист Шаљивчина је излазио током 1891-1892. године. Примерци овог листа из тог периода нису сачувани. Млади Јован Скерлић је сарађивао у Шаљивчини 1892. године, тако да је то велика штета да из тог периода нема бројева. У Шаљивчини у том периоди сарађивали су као аутори или преводиоци кратких шала Милорад Ј. Митровић и Милорад Павловић Крпа. Лист је обновљен 1899. године и излазио је и током 1900. године. Највише је доносио кратке форме преузете из стране штампе. У овом листу су највише прештампавали афоризме које је писао чувени бечки афористичар Сафир. Овај лист водио је полемике са шаљивим листом Либералне странке Брком.

### Периодичност излажења
Лист је излазио два пута недељно, четвртком и недељом.

### Место издавања и штампарија
Лист је штампан у Београду, у Штампарији Светозара Николића.

## Занимљивости из листа
Оно што је занимљиво за Шаљивчину је што је овај лист наводио изворе одакле су преузимане анегдоте, вицеви и афоризми. На тај начин је 
могуће открити и сличне изворе неких других наших шаљивих листова, а који су заборавили да наведу одакле су преузимали и посрбљавали сатиричне прилоге.

## Галерија
- Шаљивчина 1892, бр.1, стр. 8
- Шаљивчина 1899, бр.4, стр. 3
- Шаљивчина 1900, насловна страна
- Шаљивчина 1900, бр.2, стр. 10-11